# Bajúsz Endre
Bajúsz Endre dr. (Zenta, 1976. október 21. –) vajdasági magyar labdarúgó, középhátvéd.

## Pályafutása
Az RFK Novi Sad csapatában kezdte a labdarúgást. A jugoszláv bajnokság élvonalában az FK Vojvodina csapatában mutatkozott be. 1999 és 2009 között Magyarországon játszott. A Győri ETO FC, az MTE-Motim, a Szolnoki MÁV FC, a Pécsi MFC és az MTK játékosa volt. Utóbbi csapattal a 2007–08-as idényben bajnokságot nyert. Összesen 144 NB I-es mérkőzésen szerepelt és három gólt szerzett. 2009-ben visszatért Szerbiába.
2008-ban elvégezte a Pécsi Tudományegyetem jogász, valamint 2002-ben a Pécsi Testnevelési Egyetem testnevelő tanári szakát.

## Sikerei, díjai
- Magyar bajnokság
  - bajnok: 2007–08